# 宽基多叶蓼
宽基多叶蓼（学名：Polygonum foliosum var. paludicola）为蓼科蓼属下的一个变种。

## 扩展阅读
- 維基物種上的相關：宽基多叶蓼